# 安格雀麦
安格雀麦（学名：Bromus angrenicus）为禾本科雀麦属下的一个种。

## 扩展阅读
- 維基物種上的相關：安格雀麦